# رجل جاد (فلم)
رجل جاد  (بالإنجليزية: A Serious Man) هو فيلم كوميدي تم إنتاجه في الولايات المتحدة وصدر في سنة 2009. الفيلم من إخراج الأخوان كوين.

## بطولة
- ريتشارد كيند

## الميزانية والإيرادات
بلغت تكلفة إنتاج الفيلم حوالي 7 ملايين دولار بينما حقق أرباحا تقدر بـ 31,312,437 دولار.

### ترشيحات وجوائز
| السنة | الحدث  | الفئة     | النتيجة |
| ----- | ------ | --------- | ------- |
|       | أوسكار | أفضل فيلم | ترشـيـح |

## وصلات خارجية
- مقالات تستعمل روابط فنية بلا صلة مع ويكي بيانات